# Mariam Ghani
Mariam Ghani (Nueva York, 1978) es una artista, cineasta, escritora y profesora estadounidense de origen afgano-libanés.

## Biografía
Nacida en Estados Unidos durante el exilio de sus padres —su madre es libanesa y su padre afgano, Ashraf Ghani, que desde 2014 a 2021 fue presidente de Afganistán—, Mariam Ghani es licenciada en Literatura comparada por la Universidad de Nueva York, realizó un máster de fotografía, vídeo y medios afines en la School of Visual Arts neoyorkina y ha impartido clases en varias universidades. Actualmente es profesora visitante en la Universidad de Nueva York y reside en Brooklyn.
Su práctica artística explora cómo se construyen y reconstruyen las historias, los lugares, las identidades y las comunidades, y cómo los cambiantes relatos públicos y privados integran y cuestionan estas construcciones.
Sus vídeos e instalaciones se han presentado internacionalmente en museos como el MoMA de Nueva York, la Tate Modern de Londres y la National Gallery de Washington, y en propuestas como DOX de Copenhague, Transmediale de Berlín, Futura de Praga, Curtacinema de Río de Janeiro, EMAP de Seúl, d/Art de Sídney, Bodhi Art de Bombay y el Festival de Cine de Róterdam, así como en las bienales de Sharjah y Liverpool y en la dOCUMENTA (13), en Kassel y Kabul. Su primer largometraje documental fue What We Left Unfinished (2019), que se presentó en la 69.ª edición del Festival Internacional de Cine de Berlín y donde relata la historia de cinco películas afganas incompletas del periodo de ocupación soviética de Afganistán.
Sus proyectos públicos y participativos han contado con el apoyo de instituciones como Creative Time (Nueva York), Visual Foreign Correspondants (Berlín y Ámsterdam) o el Arab American National Museum de Detroit, entre otras. Sus textos se han publicado en revistas como Abitare, Filmmaker o  The New York Review of Books. Galardonada en la Escuela de Cine de Nueva York (NYFA) y la Soros Fellowships, ha obtenido subvenciones de distintas fundaciones privadas estadounidenses y ha realizado residencias en Eyebeam Atelier y Smack Mellon (Nueva York) y en la Akademie Schloss Solitude (Stuttgart).